# Obergünzburg
Obergünzburg è un comune tedesco di 6 377 abitanti, situato nel land della Baviera.